# Krassulor
Krassulor (Crassula) är ett släkte av fetbladsväxter. Krassulor ingår i familjen fetbladsväxter.

## Bildgalleri

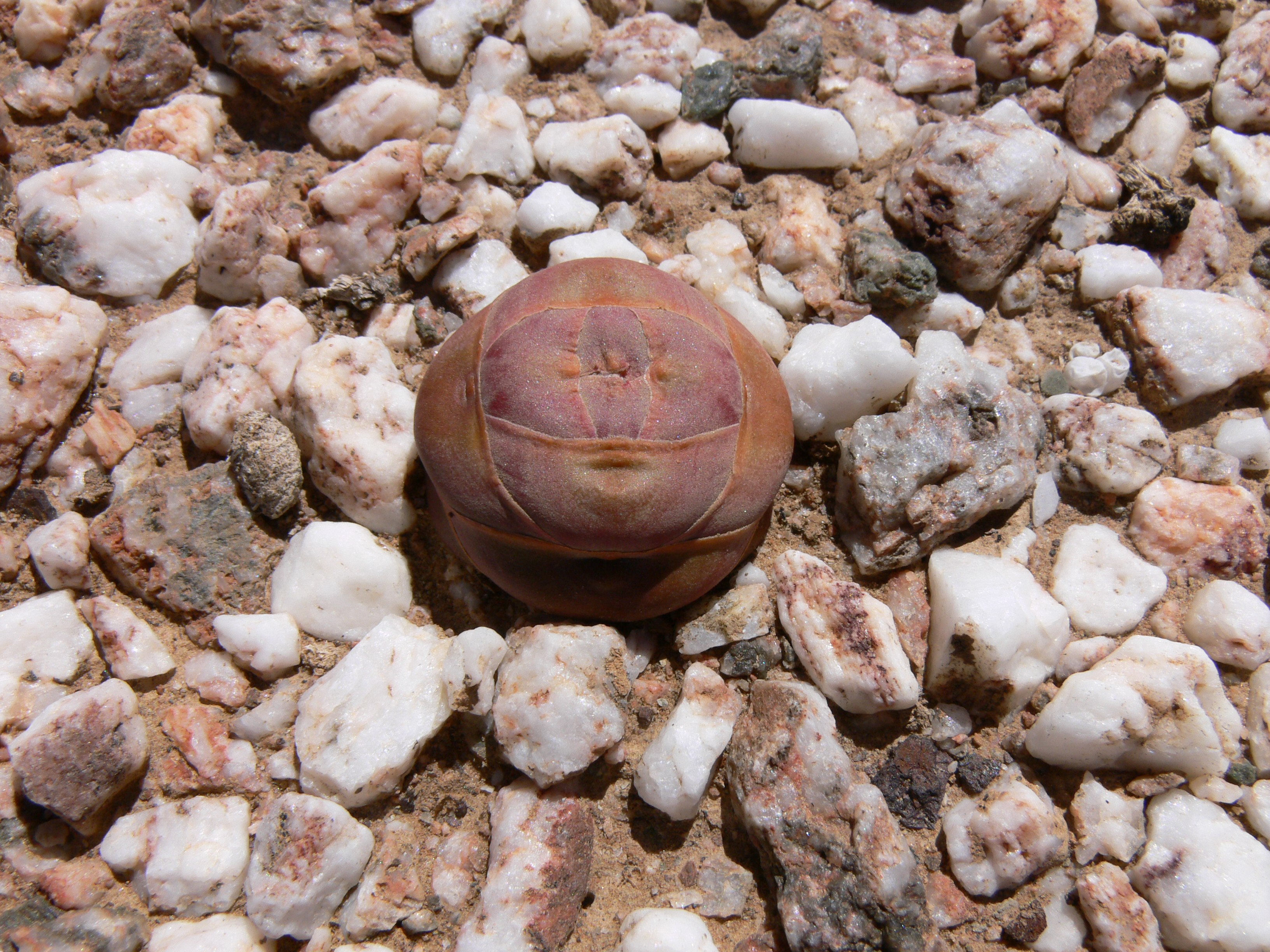
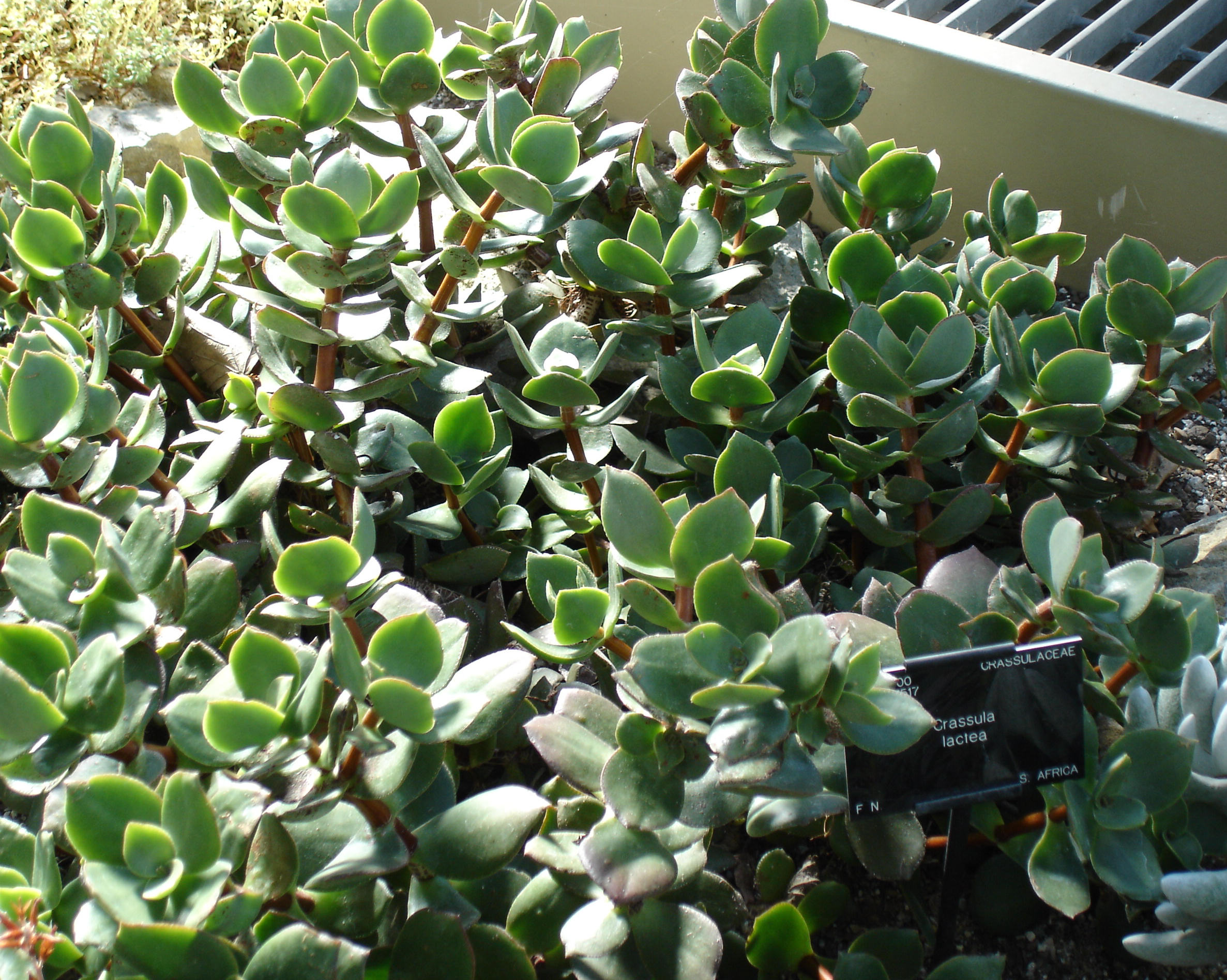
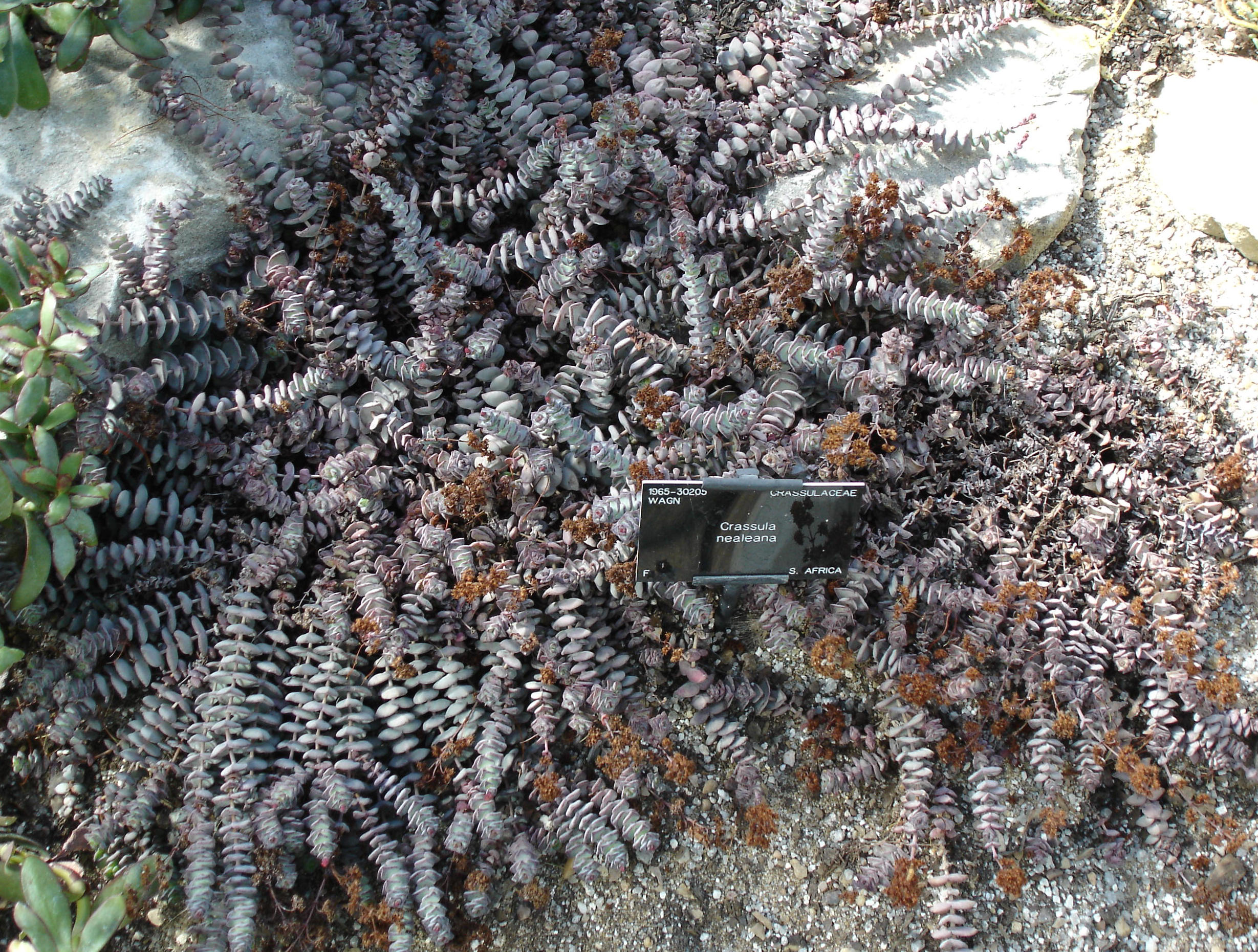
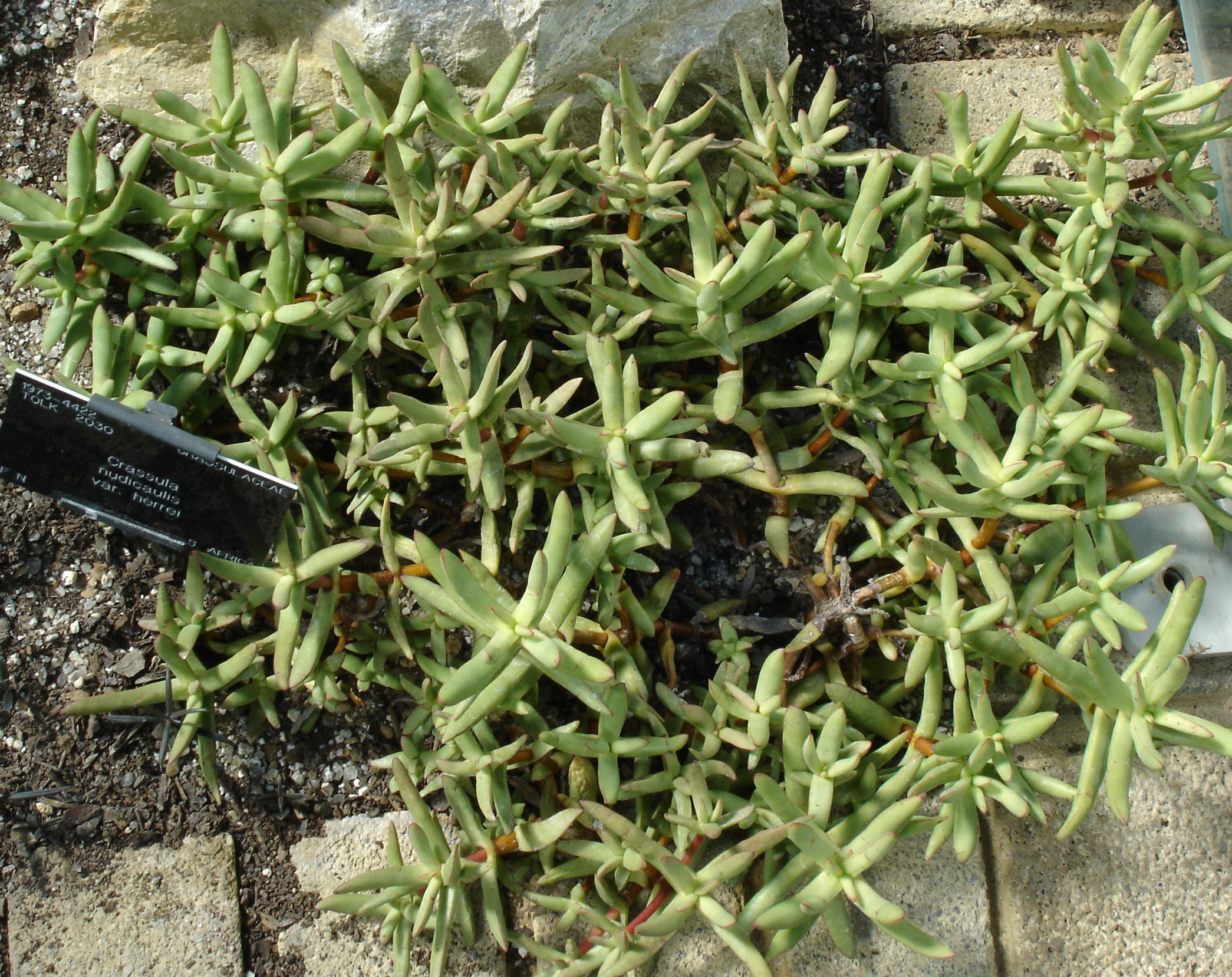
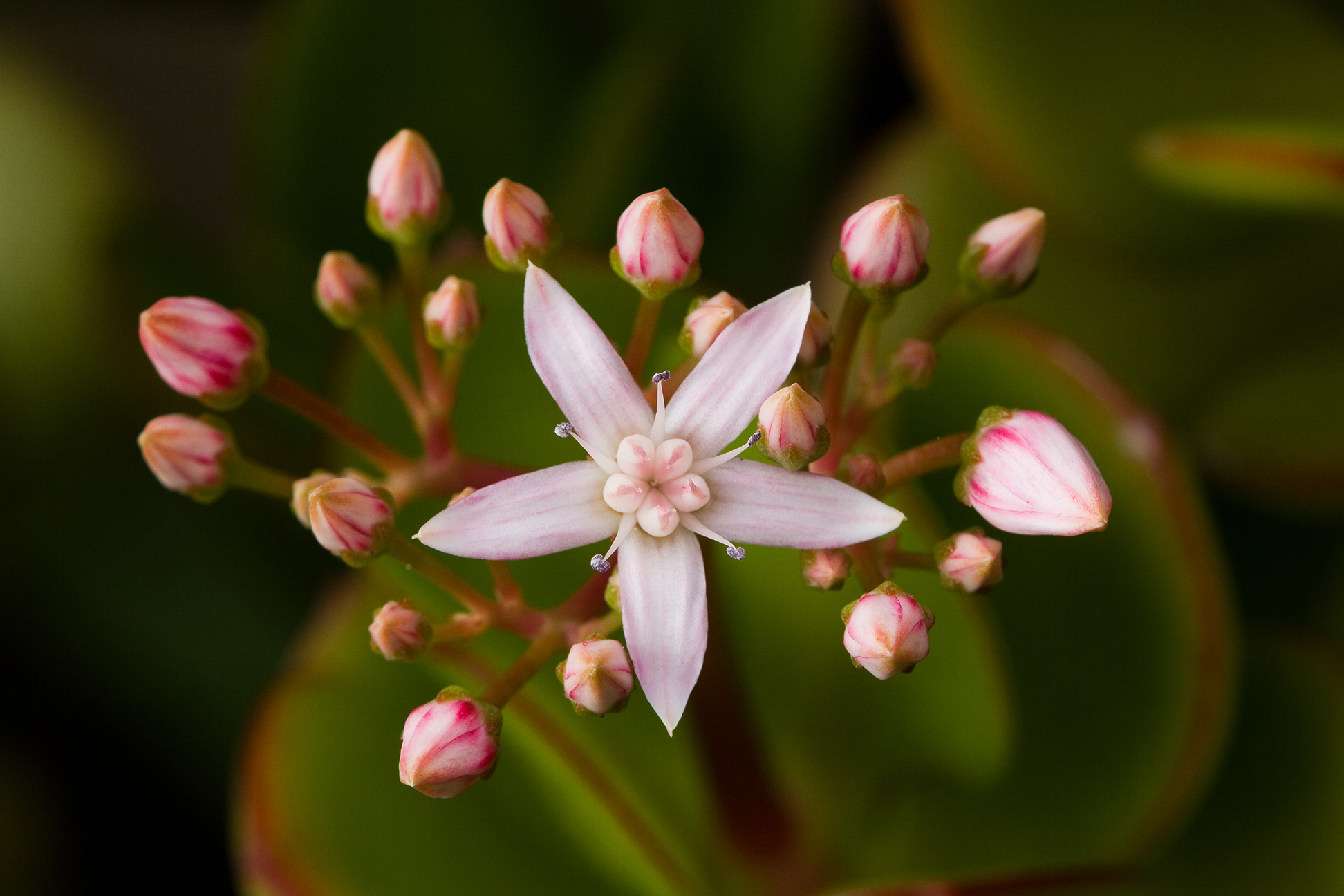
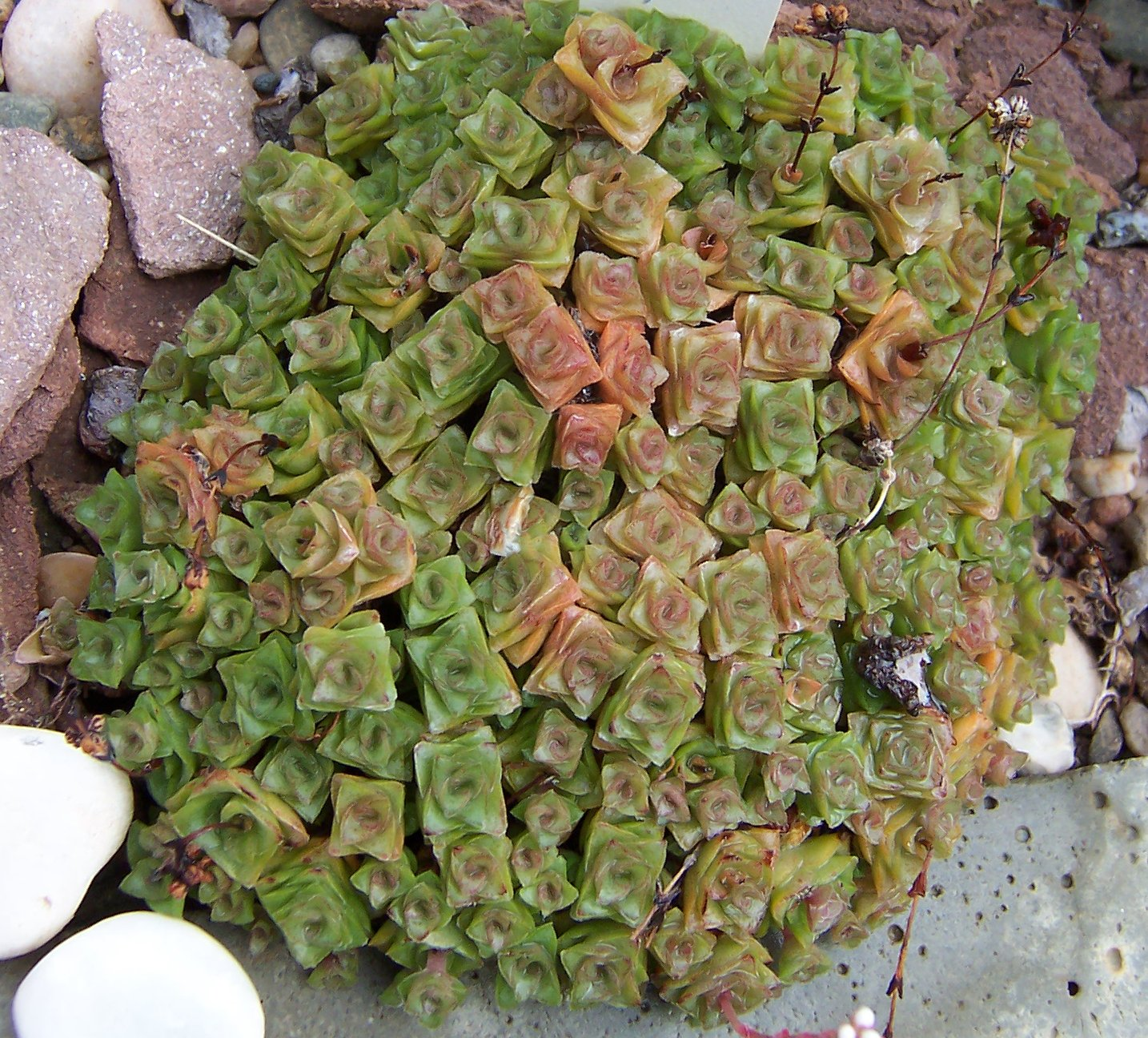

## Dottertaxa till Krassulor, i alfabetisk ordning[1]
- Crassula acinaciformis
- Crassula alata
- Crassula alba
- Crassula alcicornis
- Crassula alpestris
- Crassula alstonii
- Crassula alticola
- Crassula ammophila
- Crassula ankaratrensis
- Crassula aphylla
- Crassula aquatica
- Crassula arborescens
- Crassula atropurpurea
- Crassula aurusbergensis
- Crassula ausensis
- Crassula badspoortensis
- Crassula barbata
- Crassula bardspoortensis
- Crassula barklyi
- Crassula basaltica
- Crassula bergioides
- Crassula bevilanensis
- Crassula biplanata
- Crassula brachystachya
- Crassula brevifolia
- Crassula campestris
- Crassula capensis
- Crassula capitella
- Crassula caudiculata
- Crassula ciliata
- Crassula clavata
- Crassula closiana
- Crassula coccinea
- Crassula colligata
- Crassula colorata
- Crassula columella
- Crassula columnaris
- Crassula compacta
- Crassula congesta
- Crassula connata
- Crassula corallina
- Crassula cordata
- Crassula cordifolia
- Crassula cotyledonis
- Crassula cremnophila
- Crassula crenulata
- Crassula cultrata
- Crassula cymbiformis
- Crassula cymosa
- Crassula deceptor
- Crassula decidua
- Crassula decumbens
- Crassula dejecta
- Crassula deltoidea
- Crassula dentata
- Crassula dependens
- Crassula depressa
- Crassula dichotoma
- Crassula dodii
- Crassula drummondii
- Crassula elatinoides
- Crassula elegans
- Crassula elsieae
- Crassula ericoides
- Crassula exilis
- Crassula expansa
- Crassula exserta
- Crassula extrorsa
- Crassula fallax
- Crassula fascicularis
- Crassula filiformis
- Crassula flanaganii
- Crassula flava
- Crassula foveata
- Crassula fragarioides
- Crassula fusca
- Crassula garibina
- Crassula gemmifera
- Crassula globularioides
- Crassula glomerata
- Crassula grammanthoides
- Crassula granvikii
- Crassula grisea
- Crassula hedbergii
- Crassula helmsii
- Crassula hemisphaerica
- Crassula hirsuta
- Crassula hirtipes
- Crassula humbertii
- Crassula hunua
- Crassula inandensis
- Crassula inanis
- Crassula intermedia
- Crassula kirkii
- Crassula lactea
- Crassula lanceolata
- Crassula langleyensis
- Crassula lanuginosa
- Crassula lasiantha
- Crassula latibracteata
- Crassula leachii
- Crassula longipes
- Crassula luederitzii
- Crassula macowaniana
- Crassula manaia
- Crassula marchandii
- Crassula mataikona
- Crassula mesembrianthemopsis
- Crassula mesembryanthemoides
- Crassula micans
- Crassula minuta
- Crassula minutissima
- Crassula mollis
- Crassula montana
- Crassula morrumbalensis
- Crassula moschata
- Crassula multicaulis
- Crassula multicava
- Crassula multiceps
- Crassula multiflora
- Crassula muricata
- Crassula muscosa
- Crassula namaquensis
- Crassula natalensis
- Crassula natans
- Crassula nemorosa
- Crassula nudicaulis
- Crassula numaisensis
- Crassula oblanceolata
- Crassula obovata
- Crassula obtusa
- Crassula orbicularis
- Crassula ovata
- Crassula pageae
- Crassula pallens
- Crassula papillosa
- Crassula peculiaris
- Crassula peduncularis
- Crassula pellucida
- Crassula peploides
- Crassula perfoliata
- Crassula perforata
- Crassula phascoides
- Crassula planifolia
- Crassula plegmatoides
- Crassula pruinosa
- Crassula pseudohemisphaerica
- Crassula pubescens
- Crassula pustulata
- Crassula pyramidalis
- Crassula qoatlhambensis
- Crassula rhodesica
- Crassula rogersii
- Crassula roggeveldii
- Crassula ruamahanga
- Crassula rubricaulis
- Crassula rudolfii
- Crassula rupestris
- Crassula saginoides
- Crassula sarcocaulis
- Crassula sarmentosa
- Crassula saxifraga
- Crassula scabra
- Crassula schimperi
- Crassula sebaeoides
- Crassula sediflora
- Crassula sericea
- Crassula setulosa
- Crassula sieberiana
- Crassula simulans
- Crassula sinclairii
- Crassula sladenii
- Crassula smithii
- Crassula socialis
- Crassula solieri
- Crassula southii
- Crassula spathulata
- Crassula streyi
- Crassula strigosa
- Crassula subacaulis
- Crassula subaphylla
- Crassula subulata
- Crassula susannae
- Crassula swaziensis
- Crassula tabularis
- Crassula tecta
- Crassula tenuicaulis
- Crassula tenuipedicellata
- Crassula tetragona
- Crassula thunbergiana
- Crassula tillaea
- Crassula tomentosa
- Crassula tuberella
- Crassula umbella
- Crassula umbellata
- Crassula umbraticola
- Crassula vaginata
- Crassula vaillantii
- Crassula venezuelensis
- Crassula vestita
- Crassula whiteheadii
- Crassula viridis
- Crassula volkensii
- Crassula zombensis